# Lun lok yan
Lun lok yan (淪落人), comercialitzada en anglès com Still Human, és una pel·lícula de comèdia dramàtica de Hong Kong del 2018 dirigida i escrita per Oliver Chan (陳小娟) en el seu debut com a director de llargmetratges. És protagonitzada per l'actor veterà Anthony Wong i Crisel Consunji en el seu debut cinematogràfic. La pel·lícula narra la relació entre un home en cadira de rodes i la seva ajudant domèstica filipina. La pel·lícula es va estrenar al 15è Festival de Cinema Asiàtic de Hong Kong el 6 de novembre de 201 abans que s'estrenés als cinemes l'11 d'abril de 2019.
La pel·lícula va rebre una acollida crítica positiva després de l'estrena. Va ser la pel·lícula més venuda a Hong Kong la setmana de la seva estrena, guanyant més de 940.000 dòlars dels EUA en un cap de setmana. Als 38ns Hong Kong Film Awards, es va emportar tres premis, inclòs el tercer Millor Actor després de 20 anys.

## Argument
Un home de Hong Kong paralitzat i sense esperança, Leung Cheong-wing, coneix la seva nova treballadora filipina Evelyn Santos, una antiga infermera que ha posat en suspens el seu somni de ser fotògraf i va venir a la ciutat per guanyar-se la vida. Els dos desconeguts viuen sota el mateix sostre durant diferents estacions, i a mesura que aprenen més l'un sobre l'altre, també aprenen més sobre ells mateixos. Junts aprenen a afrontar les diferents estacions de la vida.

## Repartiment
- Anthony Wong com Leung Cheong-wing (梁昌榮)
- Crisel Consunji com Evelyn Santos
- Sam Lee com Fai Cheung (張輝)
- Cecilia Yip com Leung Jing-ying (梁晶瑩)

## Producció
El govern de Hong Kong gestiona la First Feature Film Initiative, que finança el primer llargmetratge dels guanyadors. Oliver Chan va guanyar el premi al Grup d'Institucions d'Educació Superior el 2017 amb Lun lok yan, i va rebre 3,25 milions de dòlars HKD. La pel·lícula fou produïda per No Ceiling Film.
Chan va enviar un correu electrònic a Anthony Wong presentant la pel·lícula amb baixes expectatives, però Wong va acceptar participar sense cap sou. Consunji va fer una audició per al seu paper després de llegir-ne un anunci a Facebook.

## Impacte social
Hi ha més de 370.000 ajudants domèstics estrangers, també coneguts com a treballadors migrants, a Hong Kong el 2017. Provenen principalment d'Indonèsia i Filipines. La seva condició ha estat escrutada per grups de drets humans, ja que s'han denunciat casos d'abús, a més de males condicions de vida i tracte per part dels empresaris, i discriminació diària. Aquesta pel·lícula és la primera a Hong Kong que té un treballador migrant com a personatge principal i ha provocat discussions sobre les seves vides a la ciutat.
Crisel Consunji, que va acceptar el premi a la millor intèrpret novell als 38è premis de cinema de Hong Kong, va dir que "a Hong Kong, quan celebrem la nostra diversitat, seguim endavant junts" i va agrair "a totes les dones que van compartir amb valentia les seves històries", qualificant-les de "heroïnes modernes". Va pronunciar parts del seu discurs en cantonès, anglès i tagalog.

## Premis
| Cerimònia de premi                                         | Categoria                          | Receptor        | Resultat  |
| ---------------------------------------------------------- | ---------------------------------- | --------------- | --------- |
| 13ns Asian Film Awards                                     | Millor director novell             | Oliver Chan     | Guanyador |
| 25è Premi de la Societat de Crítics de Cinema de Hong Kong | Millor pel·lícula                  | Still Human     | Nominat   |
| 25è Premi de la Societat de Crítics de Cinema de Hong Kong | Millor Director                    | Oliver Chan     | Nominat   |
| 25è Premi de la Societat de Crítics de Cinema de Hong Kong | Millor guió                        | Oliver Chan     | Guanyador |
| 25è Premi de la Societat de Crítics de Cinema de Hong Kong | Millor actor                       | Anthony Wong    | Guanyador |
| 25è Premi de la Societat de Crítics de Cinema de Hong Kong | Millor actriu                      | Crisel Consunji | Nominat   |
| 25è Premi de la Societat de Crítics de Cinema de Hong Kong | Pel·lícules de mèrit               | Still Human     | Guanyador |
| 38ns Hong Kong Film Awards                                 | Millor pel·lícula                  | Still Human     | Nominat   |
| 38ns Hong Kong Film Awards                                 | Millor director                    | Oliver Chan     | Nominat   |
| 38ns Hong Kong Film Awards                                 | Millor guió                        | Oliver Chan     | Nominat   |
| 38ns Hong Kong Film Awards                                 | Millor director novell             | Oliver Chan     | Guanyador |
| 38ns Hong Kong Film Awards                                 | Millor actor                       | Anthony Wong    | Guanyador |
| 38ns Hong Kong Film Awards                                 | Millora ctriu                      | Crisel Consunji | Nominat   |
| 38ns Hong Kong Film Awards                                 | Millor nou intèrpret               | Crisel Consunji | Guanyador |
| 38ns Hong Kong Film Awards                                 | Millor actor secundari             | Sam Lee         | Nominat   |
| 21st Far East Film Festival                                | Premi de l'Audiència (primer lloc) | Still Human     | Guanyador |
| 21st Far East Film Festival                                | Premi Black Dragon                 | Still Human     | Guanyador |

## Recepció

### Recepció crítica
Edmund Lee del South China Morning Post va puntuar la pel·lícula amb 3,5 de 5 estrelles. Lee va elogiar Oliver Chan i va afirmar que Still Human "és una d'aquelles joies rares d'una pel·lícula que pren un escenari clarament de Hong Kong i el converteix en un drama suaument còmic amb atractiu universal".
Fionnuala Halligan de Screen Daily va escriure que Oliver Chan "clarament funciona bé amb els actors" i va elogiar l'actuació de Consunji.
Justin Lowe de The Hollywood Reporter va elogiar Chan com un escriptor que "s'excel·leix a l'hora de retratar la vida sovint precària dels treballadors filipins a l'estranger amb compassió i perspicacia". No obstant això, va citar que el personatge principal "el canvi sobtat de Leung en el seu tractament d'Evelyn representa el punt feble obvi de la narració".

### Taquilla
Still Human va recaptar 19.811.169 dòlars HK a la taquilla de Hong Kong durant el seu recorregut en sales de l'11 d'abril al 3 de juliol de 2019, convertint-se en el cinquè nacional més taquiller de l'any al territori.